# Dráusio Marcondes de Sousa
Dráusio Marcondes de Sousa (São Paulo, 22 de setembro de 1917 — São Paulo, 28 de maio de 1932) foi um estudante, auxiliar farmacêutico e mártir da Revolução Constitucionalista de 1932.

## Biografia
Dráusio Marcondes de Sousa nasceu na rua Bresser, na cidade de São Paulo, no dia 22 de setembro de 1917, filho do farmacêutico Manuel Octaviano Marcondes de Sousa e de Ottilia Moreira da Costa Marcondes. Tinha os irmãos: Yvonne, Carlos Joffre, Danilo e Darclé Marcondes de Sousa. Na época, o jovem Dráusio auxiliava o seu pai na farmácia da família.

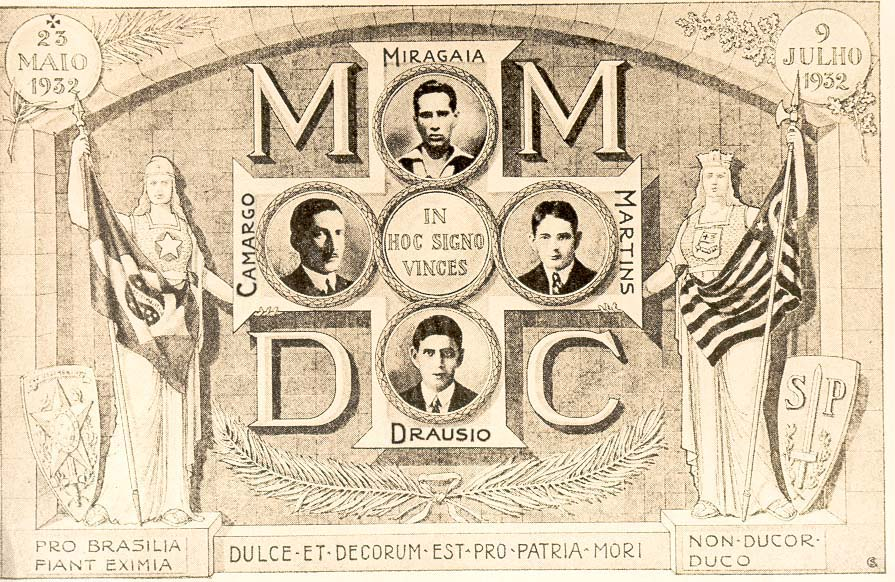
Cartão-postal em homenagem ao MMDC

Com apenas 14 anos de idade, participou da manifestação ocorrida no dia 23 de maio de 1932 na frente da sede do Partido Popular Paulista, na rua Barão Itapetininga, Praça da República, na cidade de São Paulo. Esta organização (anteriormente denominada de "Legião Revolucionária") era encabeçada por Miguel Costa e congregava militares, políticos e ex-integrantes da Coluna Prestes, servindo como suporte político-militar para a ditadura de Getúlio Vargas então vigente. Naquela ocasião foi, junto com outros estudantes, alvejado a tiros pela fuzilaria dos soldados da organização que estavam posicionados nas janelas daquele prédio. Foi socorrido a tempo, internando na Santa Casa de Misericórdia e lá passou por cirurgia. Porém, acabou falecendo no dia 28 de maio por conta de infecção em seus ferimentos.
Segundo Manuel Octaviano Marcondes de Sousa, pai de Dráusio e autor do livro "Fomos vencidos?" (1933), ele foi internado no quarto de número oito daquele hospital, logo ao lado do quarto número nove, onde estava internando Orlando de Oliveira Alvarenga, outra vítima fatal daquele atentado.
Em seu leito de morte, Dráusio teria pronunciado as seguintes palavras: "Eu estava destinado para este sacrifício. Se mil vidas tivesse, todas elas daria pela nobre causa da libertação da terra que me viu nascer." Seu corpo foi sepultado no jazigo da família, no Cemitério da Consolação onde permaneceu até 2 de julho de 1937, quando foi levado para o Cemitério São Paulo e, posteriormente, seus restos mortais foram trasladados para o Monumento e Mausoléu ao Soldado Constitucionalista de 1932.
A morte de Dráusio, além de outros três estudantes alvejados naquela manifestação, motivou a criação de um movimento clandestino que passou a conspirar contra o governo provisório de Getúlio Vargas, denominado pela sigla M.M.D.C.: Martins, Miragaia, Dráusio e Camargo, que se tornaram mártires e símbolo da Revolução Constitucionalista de 1932, deflagrada em 9 de julho. Essa organização teve papel fundamental na articulação e coordenação daquele evento histórico.
Em 2004, foi acrescido ao MMDC a letra "A", em homenagem a Orlando de Oliveira Alvarenga que, também ferido naquele episódio, morreu depois mais de dois meses internado. Em 2011 seu nome foi inscrito no Livro de Aço dos heróis nacionais depositado no Panteão da Pátria e da Liberdade Tancredo Neves.